# Fotbal Club CFR 1907 Cluj 2022-2023
Questa voce raccoglie le informazioni riguardanti il Fotbal Club CFR 1907 Cluj nelle competizioni ufficiali della stagione 2022-2023.

## Stagione
Nella stagione 2022-2023 il CFR Cluj disputa il campionato di Liga I, dopo essersi laureato campione di Romania per la quinta volta consecutiva nella stagione precedente.
L'anno inizia con la sconfitta in supercoppa contro il Sepsi e con l'eliminazione al primo turno della fase di qualificazione di Champions League contro gli armeni del P'yownik.
Ammesso alla Conference League, si qualifica alla fase a gironi, dove raggiunge il secondo posto del gruppo G, alle spalle del Sivasspor. La squadra viene eliminata agli spareggi dalla Lazio, nel doppio confronto del febbraio 2023.
In campionato termina la stagione regolare al secondo posto, dietro al Farul Costanza, ottenendo l'accesso alla Poule scudetto. In questa fase cede il secondo posto al FCSB, qualificandosi allo spareggio per le coppe europee. Ottiene l'accesso alla Conference League 2023-2024 battendo 1-0 ai supplementari l'FC U Craiova.
Supera la fase a gironi di Coppa di Romania, ma viene eliminato in semifinale dal Sepsi.

## Divise e sponsor
Lo sponsor tecnico per la stagione 2022-2023 è Nike, mentre il main sponsor è eToro.
| Casa | Trasferta | Terza divisa |

## Organigramma societario
Area direttiva e organizzativa
- Presidente: Pavel Cristian Balaj
- Direttore generale: Marian Băgăcean
- Team manager: Cristian Panin

Area tecnica
- Allenatori in seconda: Costin Curelea, Valeriu Bordeanu, Alin Minteuan
- Preparatori atletici: Bogdan Aldea, Cristian Dragotă
- Preparatore dei portieri: Cristian Moldovan

Area sanitaria
- Medico sociale: Cosmin Traian
- Fisioterapisti: Viorel Boncoi, Vlad Cadiș, Bogdan Boldorea, Andrei Braicu

## Rosa
Rosa e numerazione aggiornate al 22 aprile 2023.
| N. |                                 | Ruolo | Calciatore               |
| -- | ------------------------------- | ----- | ------------------------ |
| 1  | Italia (bandiera)               | P     | Simone Scuffet           |
| 2  | Croazia (bandiera)              | D     | Karlo Bručić             |
| 3  | Romania (bandiera)              | D     | Andrei Burcă             |
| 4  | Romania (bandiera)              | D     | Cristian Manea           |
| 6  | Bosnia ed Erzegovina (bandiera) | D     | Daniel Graovac           |
| 6  | Francia (bandiera)              | D     | Jean-Claude Billong      |
| 7  | Romania (bandiera)              | A     | Alexandru Păun           |
| 7  | Portogallo (bandiera)           | A     | José Gomes               |
| 7  | Kosovo (bandiera)               | A     | Ermal Krasniqi           |
| 8  | Brasile (bandiera)              | C     | Roger                    |
| 8  | Romania (bandiera)              | C     | Robert Filip             |
| 9  | Croazia (bandiera)              | A     | Marko Dugandžić          |
| 9  | Svizzera (bandiera)             | A     | Cephas Malele            |
| 10 | Romania (bandiera)              | C     | Ciprian Deac             |
| 11 | Romania (bandiera)              | C     | Claudiu Petrila          |
| 12 | Romania (bandiera)              | P     | Mihai Pinzariu           |
| 15 | Ghana (bandiera)                | A     | Emmanuel Yeboah          |
| 17 | Spagna (bandiera)               | A     | Jefté Betancor           |
| 20 | Danimarca (bandiera)            | C     | Vito Hammershøj Mistrati |
| 21 | Ghana (bandiera)                | C     | Nana Boateng             |
| 22 | Croazia (bandiera)              | A     | Gabriel Debeljuh         |
| 23 | Romania (bandiera)              | P     | Rareș Gal                |

| N. |                     | Ruolo | Calciatore          |
| -- | ------------------- | ----- | ------------------- |
| 24 | Romania (bandiera)  | D     | Rareș Bălan         |
| 25 | Romania (bandiera)  | D     | Bogdan Țîru         |
| 28 | Romania (bandiera)  | C     | Ovidiu Hoban        |
| 30 | Romania (bandiera)  | A     | Daniel Bîrligea     |
| 32 | Curaçao (bandiera)  | A     | Rangelo Janga       |
| 33 | Croazia (bandiera)  | D     | Denis Kolinger      |
| 34 | Romania (bandiera)  | P     | Cristian Bălgrădean |
| 37 | Romania (bandiera)  | C     | Mihai Bordeianu     |
| 40 | Croazia (bandiera)  | C     | Lovro Cvek          |
| 44 | Brasile (bandiera)  | D     | Yuri Matias         |
| 45 | Romania (bandiera)  | D     | Camora (capitano)   |
| 47 | Germania (bandiera) | D     | Christopher Braun   |
| 71 | Romania (bandiera)  | D     | Andrei Peteleu      |
| 73 | Croazia (bandiera)  | C     | Karlo Muhar         |
| 75 | Romania (bandiera)  | C     | Adrian Gîdea        |
| 76 | Romania (bandiera)  | C     | Tudor Lucaci        |
| 82 | Romania (bandiera)  | C     | Alin Fică           |
| 90 | Romania (bandiera)  | P     | Răzvan Sava         |
| 91 | Croazia (bandiera)  | A     | Anton Maglica       |
| 92 | Senegal (bandiera)  | D     | Ibrahima Mbaye      |
| 99 | Romania (bandiera)  | A     | Sergiu Buș          |

## Calciomercato

### Sessione estiva(dall'1/7 al 30/9)
| Acquisti | Acquisti                 | Acquisti           | Acquisti      |
| R.       | Nome                     | da                 | Modalità      |
| -------- | ------------------------ | ------------------ | ------------- |
| P        | Simone Scuffet           | APOEL              | svincolato    |
| P        | Ionuț Rus                | Ripensia Timișoara | fine prestito |
| P        | Rareș Gal                | Șelimbăr           | fine prestito |
| D        | Denis Kolinger           | Vejle              | prestito      |
| D        | Jean-Claude Billong      | Clermont Foot      | svincolato    |
| D        | Christopher Braun        | Botoșani           | svincolato    |
| D        | Ibrahima Mbaye           | Bologna            | svincolato    |
| D        | Karlo Bručić             | Koper              | svincolato    |
| C        | Vito Hammershøj Mistrati | Randers            | definitivo    |
| C        | Karlo Muhar              | Lech Poznań        | prestito      |
| C        | Nicolae Carnat           | Rapid Bucarest     | fine prestito |
| A        | Jefté Betancor           | Farul Costanza     | definitivo    |
| A        | Cephas Malele            | Al-Tai             | prestito      |
| A        | José Gomes               | Seregno            | svincolato    |
| A        | Rangelo Janga            | Apollōn Limassol   | definitivo    |
| A        | Denis Alex Rusu          | Chindia Târgoviște | fine prestito |
| A        | Emmanuel Yeboah          | Young Apostles     | svincolato    |
| A        | Sebastian Serediuc       | Poli Timișoara     | fine prestito |

| Cessioni | Cessioni                   | Cessioni           | Cessioni      |
| R.       | Nome                       | a                  | Modalità      |
| -------- | -------------------------- | ------------------ | ------------- |
| P        | Otto Hindrich              | Kisvárda           | prestito      |
| P        | Karlo Letica               |                    | svincolato    |
| D        | Florin Ștefan              | Rapid Bucarest     | definitivo    |
| D        | Mateo Sušić                | APOEL              | svincolato    |
| D        | Denis Ciobotariu           | Sepsi              | svincolato    |
| D        | Rachid Bouhenna            | FCSB               | svincolato    |
| D        | Rareș Ispas                | Sepsi              | svincolato    |
| D        | Daniel Graovac             | Kasımpaşa          | definitivo    |
| D        | Kristijan Dimitrov         | Hajduk Spalato     | fine prestito |
| C        | Rúnar Már Sigurjónsson     |                    | svincolato    |
| C        | Ulrich Meleke              | Voluntari          | svincolato    |
| C        | Nicolae Carnat             | Mioveni            | svincolato    |
| C        | Mihai Butean               | Hermannstadt       | svincolato    |
| C        | Jonathan Emanuel Rodríguez | Sepsi              | definitivo    |
| C        | Cristian Neguț             | Chindia Târgoviște | fine prestito |
| A        | Marko Dugandžić            | Rapid Bucarest     | definitivo    |
| A        | Alexandru Păun             | Hapoel Be'er Sheva | prestito      |
| A        | Valentin Costache          | Rapid Bucarest     | definitivo    |
| A        | Billel Omrani              | FCSB               | svincolato    |
| A        | Alexandru Chipciu          | Universitatea Cluj | svincolato    |
| A        | Hadi Sacko                 | Adanaspor          | svincolato    |
| A        | Daniel Paraschiv           | Hermannstadt       | svincolato    |
| A        | Sebastian Serediuc         | Atlètic Lleida     | svincolato    |
| A        | Denis Alex Rusu            | Unirea Ungheni     | prestito      |

### Sessione invernale(dall'1/1 al 28/2)
| Acquisti | Acquisti        | Acquisti       | Acquisti      |
| R.       | Nome            | da             | Modalità      |
| -------- | --------------- | -------------- | ------------- |
| D        | Andrei Peteleu  | Kisvárda       | definitivo    |
| C        | Bogdan Țîru     | Jagiellonia    | definitivo    |
| C        | Robert Filip    | Alessandria    | definitivo    |
| A        | Ermal Krasniqi  | Ballkani       | definitivo    |
| A        | Anton Maglica   | APOEL          | svincolato    |
| A        | Denis Alex Rusu | Unirea Ungheni | fine prestito |

| Cessioni | Cessioni                 | Cessioni           | Cessioni      |
| R.       | Nome                     | a                  | Modalità      |
| -------- | ------------------------ | ------------------ | ------------- |
| P        | Ionuț Rus                | Ripensia Timișoara | prestito      |
| D        | Ibrahima Mbaye           |                    | svincolato    |
| C        | Vito Hammershøj Mistrati | IFK Norrköping     | definitivo    |
| C        | Roger                    | UTA Arad           | svincolato    |
| C        | Guessouma Fofana         | Nîmes              | svincolato    |
| C        | Adrian Gîdea             | Poli Timișoara     | svincolato    |
| A        | Jefté Betancor           | Pafos FC           | prestito      |
| A        | José Gomes               | Universitatea Cluj | prestito      |
| A        | Denis Alex Rusu          | Șoimii Lipova      | prestito      |
| A        | Sergiu Buș               | Chindia Târgoviște | prestito      |
| A        | Cephas Malele            | Al-Tai             | fine prestito |
| A        | Cătălin Itu              | Poli Iași          | prestito      |

## Risultati

### Liga I

#### Prima fase

##### Girone di andata
| Arbitro: | Sebastian Colțescu |

|            |           |  |
| Matias 17’ | Marcatori |  |

| Arbitro: | Andrei Chivulete |

|                                  |           |          |
| Van Durmen 32’, 72’ Compagno 46’ | Marcatori | 14’ Deac |

| Arbitro: | Bogdan Dumitrache |

|                                               |           |              |
| Debeljuh 34’, 38’ Deac 45+2’ (rig.) Hoban 90’ | Marcatori | 7’, 60’ Rusu |

| Arbitro: | Iulian Călin |

|  |           |                      |
|  | Marcatori | 27’ Muhar 45’ Yeboah |

| Arbitro: | George Gaman |

|  |           |            |
|  | Marcatori | 31’ Camara |

| Arbitro: | Andrei Moroita |

|                          |           |                           |
| Paraschiv 35’ Oroian 56’ | Marcatori | 10’, 26’ Janga 73’ Malele |

| Arbitro: | Radu Petrescu |

|                   |           |                            |
| Malele 10’ (rig.) | Marcatori | 34’ Pitu 63’, 87’ Munteanu |

| Arbitro: | Horia Gabriel Mladinovici |

|                                                             |           |  |
| Petrila 32’ Betancor 53’ Hammershøj Mistrati 80’ Yeboah 88’ | Marcatori |  |

| Arbitro: | István Kovács |

|  |           |           |
|  | Marcatori | 69’ Janga |

| Arbitro: | Andrei Chivulete |

|                            |           |  |
| Muhar 17’ Găman 27’ (aut.) | Marcatori |  |

| Arbitro: | Marcel Bîrsan |

|  |           |            |
|  | Marcatori | 62’ Camora |

| Arbitro: | Cătălin Popa |

|             |           |  |
| Manea 90+1’ | Marcatori |  |

| Arbitro: | Ionuț Coza |

|           |           |             |
| Benga 59’ | Marcatori | 32’ Boateng |

| Arbitro: | István Kovács |

|                      |           |                |
| Matias 33’ Muhar 84’ | Marcatori | 27’ Ciobotariu |

| Arbitro: | Radu Petrescu |

|                            |           |                                   |
| Romário Pires 90+3’ (rig.) | Marcatori | 25’ (rig.) Deac 61’ (rig.) Malele |

##### Girone di ritorno
| Arbitro: | Cătălin Popa |

|                                          |           |           |
| Săpunaru 36’ (rig.) Dugandžić 71’ (rig.) | Marcatori | 54’ Muhar |

| Arbitro: | Florin Andrei |

|                                |           |           |
| Janga 16’ Manea 33’ Yeboah 67’ | Marcatori | 61’ Ganea |

| Arbitro: | Horia Gabriel Mladinovici |

|  |           |            |
|  | Marcatori | 87’ Malele |

| Arbitro: | Marian Barbu |

|                               |           |  |
| Kolinger 17’ Manea 80’ (rig.) | Marcatori |  |

| Arbitro: | Szabolcs Kovacs |

|           |           |          |
| Dragu 90’ | Marcatori | 28’ Cvek |

| Arbitro: | Andrei Chivulete |

|  |           |             |
|  | Marcatori | 90+5’ Bejan |

| Arbitro: | István Kovács |

|  |           |                                           |
|  | Marcatori | 49’ Krasniqi 59’ (rig.) Manea 77’ Petrila |

| Arbitro: | Adrian Cojocaru |

|  |           |                |
|  | Marcatori | 69’ (aut.) Paz |

| Arbitro: | Sebastian Colțescu |

|  |           |             |
|  | Marcatori | 88’ Edjouma |

| Arbitro: | Marcel Bîrsan |

|               |           |  |
| Ivan 67’, 86’ | Marcatori |  |

| Arbitro: | Viorel Flueran |

|                                  |           |                     |
| Deac 2’ Janga 25’ Krasniqi 90+4’ | Marcatori | 61’ (aut.) Kolinger |

| Arbitro: | George Găman |

|                      |           |                                                         |
| Bratu 77’ Purtić 83’ | Marcatori | 11’ Deac 49’ Bîrligea 66’ Janga 73’ Maglica 80’ Boateng |

| Arbitro: | Lucian Rusandu |

|                         |           |         |
| Krasniqi 15’ Matias 62’ | Marcatori | 47’ Pop |

| Arbitro: | Sebastian Colțescu |

|                        |           |                      |
| Tamás 10’ Šafranko 73’ | Marcatori | 31’ Matias 36’ Janga |

| Arbitro: | Marcel Bîrsan |

|                                                               |           |  |
| Janga 25’ (rig.) Krasniqi 32’ Manea 42’ (rig.) Bîrligea 90+4’ | Marcatori |  |

#### Poule scudetto
| Arbitro: | Andrei Chivulete |

|                             |           |                   |
| Janga 4’ (rig.) Boateng 23’ | Marcatori | 11’ Käit 55’ Onea |

| Arbitro: | István Kovács |

|            |           |          |
| Koljić 72’ | Marcatori | 14’ Cvek |

| Arbitro: | Radu Petrescu |

|              |           |           |
| Bîrligea 19’ | Marcatori | 68’ Coman |

| Arbitro: | Iulian Călin |

|                       |           |                |
| Bîrligea 44’ Deac 53’ | Marcatori | 28’ Dumitrescu |

| Arbitro: | Sebastian Colțescu |

|            |           |  |
| Mazilu 54’ | Marcatori |  |

| Arbitro: | Marcel Bîrsan |

|                                     |           |           |
| Dugandžić 9’ (rig.), 45+2’ Käit 12’ | Marcatori | 15’ Braun |

| Arbitro: | Radu Petrescu |

|           |           |          |
| Muhar 66’ | Marcatori | 69’ Ivan |

| Arbitro: | Sebastian Colțescu |

|           |           |  |
| Coman 49’ | Marcatori |  |

| Arbitro: | Sorin Costreie |

|             |           |                       |
| Tudorie 43’ | Marcatori | 33’ Petrila 82’ Janga |

| Arbitro: | Marcel Bîrsan |

|              |           |                          |
| Bîrligea 15’ | Marcatori | 42’, 62’ (rig.) Munteanu |

#### Play-off UEFA Europa Conference League
| Arbitro: | István Kovács |

|              |           |  |
| Kolinger 97’ | Marcatori |  |

### Cupa României

#### Fase a gironi
| Arbitro: | Sebastian Colțescu |

|                  |           |             |
| Roger 64’ (aut.) | Marcatori | 2’ Bîrligea |

| Arbitro: | Robert Avram |

|  |           |                                               |
|  | Marcatori | 50’ Hoban 50’ Malele 87’, 90’, 90+1’ Bîrligea |

| Ovidiu 7 dicembre 2022, ore 20:00 EET 3ª giornata | Farul Costanza     | 0 – 0 referto | CFR Cluj | Stadio Viitorul (3 000 spett.)\| Arbitro: \| Sebastian Colțescu \| |
| Arbitro:                                          | Sebastian Colțescu |               |          |                                                                    |

#### Fase a eliminazione diretta
| Arbitro: | Marian Barbu |

|              |           |  |
| Krasniqi 89’ | Marcatori |  |

| Arbitro: | Adrian Cojocaru |

|                                    |           |  |
| Păun 10’ Ștefănescu 29’ Rondón 81’ | Marcatori |  |

### UEFA Champions League

#### Fase di qualificazione
| Erevan 5 luglio 2022, ore 18:00 CEST Primo turno - Andata | P'yownik        | 0 – 0 referto | CFR Cluj | Stadio repubblicano Vazgen Sargsyan (8 000 spett.)\| Arbitro: \| Bastian Dankert \| |
| Arbitro:                                                  | Bastian Dankert |               |          |                                                                                     |

| Arbitro: | Fabbri |

|                                      |                      |                                   |
| Boateng 6’ Petrila 94’               | Marcatori            | 89’, 119’ Gajić                   |
| Dugandžić Petrila Burcă Muhar Camora | Tiri di rigore 3 – 4 | Cociuc Dašyan Harutyunyan Avagyan |

### UEFA Europa Conference League

#### Fase di qualificazione
| Arbitro: | Alex Troleis |

|                                                  |           |  |
| Betancor 5’ (rig.) Debeljuh 38’ Feher 84’ (aut.) | Marcatori |  |

| Arbitro: | Kristoffer Hagenes |

|               |           |                 |
| Soldevila 21’ | Marcatori | 51’ (rig.) Deac |

| Adapazarı 4 agosto 2022, ore 19:00 CEST Terzo turno - Andata | Šachcër Salihorsk    | 0 – 0 referto | CFR Cluj | Sakarya Atatürk Stadyumu (0 spett.)\| Arbitro: \| Giannīs Papadopoulos \| |
| Arbitro:                                                     | Giannīs Papadopoulos |               |          |                                                                           |

| Arbitro: | Morten Krogh |

|              |           |  |
| Betancor 37’ | Marcatori |  |

#### Spareggi
| Maribor 18 agosto 2022, ore 20:15 CEST Spareggi - Andata | Maribor    | 0 – 0 referto | CFR Cluj | Stadion Ljudski vrt (4 500 spett.)\| Arbitro: \| Pavel Orel \| |
| Arbitro:                                                 | Pavel Orel |               |          |                                                                |

| Arbitro: | John Beaton |

|          |           |  |
| Cvek 90’ | Marcatori |  |

#### Fase a gironi
| Arbitro: | Urs Schnyder |

|           |           |              |
| Thaçi 65’ | Marcatori | 90+1’ Matias |

| Arbitro: | Allard Lindhout |

|  |           |                   |
|  | Marcatori | 28’ (rig.) Gradel |

| Arbitro: | Fabio Maresca |

|  |           |           |
|  | Marcatori | 45’ Janga |

| Arbitro: | Luís Godinho |

|                            |           |  |
| Deac 11’ (rig.) Matias 84’ | Marcatori |  |

| Arbitro: | Rohit Saggi |

|                                    |           |  |
| Yatabaré 22’, 73’ Janga 64’ (aut.) | Marcatori |  |

| Arbitro: | Daniel Schlager |

|             |           |  |
| Boateng 17’ | Marcatori |  |

#### Fase a eliminazione diretta
| Arbitro: | Craig Pawson |

|                |           |  |
| Immobile 45+4’ | Marcatori |  |

| Cluj-Napoca 23 febbraio 2023, ore 18:45 CET Spareggi - Ritorno | CFR Cluj     | 0 – 0 referto | Lazio | Stadio Constantin Rădulescu (15 955 spett.)\| Arbitro: \| Felix Zwayer \| |
| Arbitro:                                                       | Felix Zwayer |               |       |                                                                           |

### Supercupa României
| Arbitro: | Adrian Cojocaru |

|         |           |                        |
| Păun 2’ | Marcatori | 45+3’ Matei 85’ Rondón |

## Statistiche

### Statistiche di squadra
Statistiche aggiornate al 4 giugno 2023.
| Competizione       | Competizione               | Punti | In casa | In casa | In casa | In casa | In casa | In casa | In trasferta | In trasferta | In trasferta | In trasferta | In trasferta | In trasferta | Totale | Totale | Totale | Totale | Totale | Totale | DR  |
| Competizione       | Competizione               | Punti | G       | V       | N       | P       | Gf      | Gs      | G            | V            | N            | P            | Gf           | Gs           | G      | V      | N      | P      | Gf     | Gs     | DR  |
| ------------------ | -------------------------- | ----- | ------- | ------- | ------- | ------- | ------- | ------- | ------------ | ------------ | ------------ | ------------ | ------------ | ------------ | ------ | ------ | ------ | ------ | ------ | ------ | --- |
| Liga I             | Prima fase                 | 63    | 15      | 11      | 0       | 4       | 29      | 12      | 15           | 9            | 3            | 3            | 25           | 16           | 30     | 20     | 3      | 7      | 54     | 28     | +26 |
| Liga I             | Poule scudetto             | 10    | 5       | 1       | 3       | 1       | 7       | 7       | 5            | 1            | 1            | 3            | 4            | 7            | 10     | 2      | 4      | 4      | 11     | 14     | -3  |
| Liga I             | Play-off Conference League | -     | 1       | 1       | 0       | 0       | 1       | 0       | 0            | 0            | 0            | 0            | 0            | 0            | 1      | 1      | 0      | 0      | 1      | 0      | +1  |
| Cupa României      | Cupa României              | -     | 1       | 1       | 0       | 0       | 1       | 0       | 4            | 1            | 2            | 1            | 6            | 4            | 5      | 2      | 2      | 1      | 7      | 4      | +3  |
| Champions League   | Champions League           | -     | 1       | 0       | 1       | 0       | 2       | 2       | 1            | 0            | 1            | 0            | 0            | 0            | 2      | 0      | 2      | 0      | 2      | 2      | 0   |
| Conference League  | Conference League          | 10    | 7       | 5       | 1       | 1       | 8       | 1       | 7            | 1            | 4            | 2            | 3            | 6            | 14     | 6      | 5      | 3      | 11     | 7      | +4  |
| Supercupa României | Supercupa României         | -     | 0       | 0       | 0       | 0       | 0       | 0       | 1            | 0            | 0            | 1            | 1            | 2            | 1      | 0      | 0      | 1      | 1      | 2      | -1  |
| Totale             | Totale                     | -     | 30      | 19      | 5       | 6       | 48      | 22      | 33           | 12           | 11           | 10           | 39           | 35           | 63     | 31     | 16     | 16     | 87     | 57     | +30 |

### Andamento in campionato

#### Prima fase
| Giornata  | 1 | 2 | 3 | 4 | 5 | 6 | 7  | 8 | 9 | 10 | 11 | 12 | 13 | 14 | 15 | 16 | 17 | 18 | 19 | 20 | 21 | 22 | 23 | 24 | 25 | 26 | 27 | 28 | 29 | 30 |
| --------- | - | - | - | - | - | - | -- | - | - | -- | -- | -- | -- | -- | -- | -- | -- | -- | -- | -- | -- | -- | -- | -- | -- | -- | -- | -- | -- | -- |
| Luogo     | C | T | C | T | C | T | C  | C | T | C  | T  | C  | T  | C  | T  | T  | C  | T  | C  | T  | C  | T  | T  | C  | T  | C  | T  | C  | T  | C  |
| Risultato | V | P | V | V | P | V | P  | V | V | V  | V  | V  | N  | V  | V  | P  | V  | V  | V  | N  | P  | V  | V  | P  | P  | V  | V  | V  | N  | V  |
| Posizione | 1 | 5 | 3 | 1 | 2 | 6 | 10 | 6 | 7 | 5  | 4  | 4  | 3  | 3  | 3  | 3  | 3  | 2  | 2  | 2  | 2  | 1  | 1  | 2  | 2  | 2  | 2  | 2  | 2  | 2  |

Legenda:

Luogo: C = Casa; T = Trasferta. Risultato: V = Vittoria; N = Pareggio; P = Sconfitta.

#### Poule scudetto
| Giornata  | 1 | 2 | 3 | 4 | 5 | 6 | 7 | 8 | 9 | 10 |
| --------- | - | - | - | - | - | - | - | - | - | -- |
| Luogo     | C | T | C | C | T | T | C | T | T | C  |
| Risultato | N | N | N | V | P | P | N | P | V | P  |
| Posizione | 2 | 2 | 2 | 2 | 2 | 3 | 3 | 3 | 3 | 3  |

Legenda:

Luogo: C = Casa; T = Trasferta. Risultato: V = Vittoria; N = Pareggio; P = Sconfitta.

### Statistiche dei giocatori
Sono in corsivo i calciatori che hanno lasciato la società a stagione in corso.
Statistiche aggiornate al 4 giugno 2023.
| Giocatore              | Liga I   | Liga I | Liga I      | Liga I     | Cupa României | Cupa României | Cupa României | Cupa României | Champions League Conference League | Champions League Conference League | Champions League Conference League | Champions League Conference League | Supercupa României | Supercupa României | Supercupa României | Supercupa României | Totale   | Totale | Totale      | Totale     |
| Giocatore              | Presenze | Reti   | Ammonizioni | Espulsioni | Presenze      | Reti          | Ammonizioni   | Espulsioni    | Presenze                           | Reti                               | Ammonizioni                        | Espulsioni                         | Presenze           | Reti               | Ammonizioni        | Espulsioni         | Presenze | Reti   | Ammonizioni | Espulsioni |
| ---------------------- | -------- | ------ | ----------- | ---------- | ------------- | ------------- | ------------- | ------------- | ---------------------------------- | ---------------------------------- | ---------------------------------- | ---------------------------------- | ------------------ | ------------------ | ------------------ | ------------------ | -------- | ------ | ----------- | ---------- |
| R. Bălan               | 2        | 0      | 0           | 0          | 3             | 0             | 0             | 0             | 0                                  | 0                                  | 0                                  | 0                                  | 0                  | 0                  | 0                  | 0                  | 5        | 0      | 0           | 0          |
| C. Bălgrădean          | 3        | -3     | 0           | 0          | 1             | 0             | 0             | 0             | 2+2                                | -2+-1                              | 0                                  | 0                                  | 1                  | -2                 | 0                  | 0                  | 9        | -8     | 0           | 0          |
| J. Betancor            | 7        | 1      | 0           | 0          | 0             | 0             | 0             | 0             | 1+6                                | 0+2                                | 0                                  | 0                                  | 1                  | 0                  | 0                  | 0                  | 15       | 3      | 0           | 0          |
| J. C. Billong          | 0        | 0      | 0           | 0          | 3             | 0             | 0             | 0             | 0                                  | 0                                  | 0                                  | 0                                  | 0                  | 0                  | 0                  | 0                  | 3        | 0      | 0           | 0          |
| D. Bîrligea            | 32       | 5      | 5           | 0          | 4             | 4             | 1             | 0             | 0+2                                | 0                                  | 0                                  | 0                                  | 0                  | 0                  | 0                  | 0                  | 38       | 9      | 6           | 0          |
| N. Boateng             | 33       | 3      | 6           | 0          | 2             | 0             | 0             | 0             | 2+12                               | 1+1                                | 2+4                                | 0                                  | 0                  | 0                  | 0                  | 0                  | 49       | 5      | 12          | 0          |
| M. Bordeianu           | 13       | 0      | 1           | 0          | 4             | 0             | 3             | 0             | 2+4                                | 0                                  | 0                                  | 0                                  | 1                  | 0                  | 1                  | 0                  | 24       | 0      | 5           | 0          |
| C. Braun               | 30       | 1      | 3           | 0          | 4             | 0             | 0             | 0             | 0+9                                | 0                                  | 0                                  | 0                                  | 1                  | 0                  | 0                  | 0                  | 44       | 1      | 3           | 0          |
| K. Bručić              | 3        | 0      | 1           | 0          | 2             | 0             | 1             | 0             | 0                                  | 0                                  | 0                                  | 0                                  | 0                  | 0                  | 0                  | 0                  | 5        | 0      | 2           | 0          |
| A. Burcă               | 28       | 0      | 7           | 1          | 2             | 0             | 0             | 1             | 2+12                               | 0                                  | 0+1                                | 0                                  | 0                  | 0                  | 0                  | 0                  | 44       | 0      | 8           | 2          |
| S. Buș                 | 4        | 0      | 0           | 0          | 2             | 0             | 0             | 0             | 0+3                                | 0                                  | 0                                  | 0                                  | 0                  | 0                  | 0                  | 0                  | 9        | 0      | 0           | 0          |
| Camora                 | 30       | 1      | 5           | 0          | 2             | 0             | 1             | 0             | 2+13                               | 0                                  | 0+1                                | 0                                  | 1                  | 0                  | 0                  | 0                  | 48       | 1      | 7           | 0          |
| L. Cvek                | 31       | 2      | 4           | 0          | 4             | 0             | 0             | 0             | 2+13                               | 0+1                                | 0+2                                | 0                                  | 0                  | 0                  | 0                  | 0                  | 50       | 3      | 6           | 0          |
| C. Deac                | 31       | 6      | 5           | 0          | 2             | 0             | 1             | 0             | 2+14                               | 0+2                                | 0+4                                | 0                                  | 1                  | 0                  | 0                  | 0                  | 50       | 8      | 10          | 0          |
| G. Debeljuh            | 4        | 2      | 0           | 1          | 0             | 0             | 0             | 0             | 2+4                                | 0+1                                | 0+1                                | 0                                  | 0                  | 0                  | 0                  | 0                  | 10       | 3      | 1           | 1          |
| M. Dugandžić           | 1        | 0      | 1           | 0          | 0             | 0             | 0             | 0             | 2+0                                | 0                                  | 0                                  | 0                                  | 1                  | 0                  | 1                  | 0                  | 4        | 0      | 2           | 0          |
| A. Fica                | 8        | 0      | 0           | 0          | 2             | 0             | 0             | 0             | 0                                  | 0                                  | 0                                  | 0                                  | 0                  | 0                  | 0                  | 0                  | 10       | 0      | 0           | 0          |
| R. Filip               | 0        | 0      | 0           | 0          | 0             | 0             | 0             | 0             | 0                                  | 0                                  | 0                                  | 0                                  | 0                  | 0                  | 0                  | 0                  | 0        | 0      | 0           | 0          |
| R. Gal                 | 0        | 0      | 0           | 0          | 0             | 0             | 0             | 0             | 0                                  | 0                                  | 0                                  | 0                                  | 0                  | 0                  | 0                  | 0                  | 0        | 0      | 0           | 0          |
| A. Gîdea               | 4        | 0      | 0           | 0          | 1             | 0             | 0             | 0             | 0                                  | 0                                  | 0                                  | 0                                  | 1                  | 0                  | 0                  | 0                  | 6        | 0      | 0           | 0          |
| J. Gomes               | 0        | 0      | 0           | 0          | 2             | 0             | 0             | 0             | 0                                  | 0                                  | 0                                  | 0                                  | 0                  | 0                  | 0                  | 0                  | 2        | 0      | 0           | 0          |
| D. Graovac             | 2        | 0      | 0           | 0          | 0             | 0             | 0             | 0             | 1+1                                | 0                                  | 0                                  | 0                                  | 1                  | 0                  | 0                  | 0                  | 5        | 0      | 0           | 0          |
| V. Hammershøj Mistrati | 5        | 1      | 0           | 0          | 2             | 0             | 1             | 0             | 1+2                                | 0                                  | 0                                  | 0                                  | 0                  | 0                  | 0                  | 0                  | 10       | 1      | 1           | 0          |
| O. Hoban               | 23       | 1      | 2           | 0          | 4             | 1             | 0             | 0             | 0+6                                | 0                                  | 0+2                                | 0                                  | 1                  | 0                  | 0                  | 0                  | 34       | 2      | 4           | 0          |
| M. Jah                 | 0        | 0      | 0           | 0          | 1             | 0             | 0             | 0             | 0                                  | 0                                  | 0                                  | 0                                  | 0                  | 0                  | 0                  | 0                  | 1        | 0      | 0           | 0          |
| R. Janga               | 31       | 10     | 3           | 0          | 4             | 0             | 0             | 0             | 0+7                                | 0+1                                | 0                                  | 0                                  | 0                  | 0                  | 0                  | 0                  | 42       | 11     | 3           | 0          |
| D. Kolinger            | 22       | 2      | 8           | 1          | 2             | 0             | 0             | 0             | 1+7                                | 0                                  | 0+2                                | 0                                  | 0                  | 0                  | 0                  | 0                  | 32       | 2      | 10          | 1          |
| E. Krasniqi            | 19       | 4      | 2           | 0          | 1             | 1             | 0             | 0             | 0+2                                | 0                                  | 0                                  | 0                                  | 0                  | 0                  | 0                  | 0                  | 22       | 5      | 2           | 0          |
| T. Lucaci              | 0        | 0      | 0           | 0          | 0             | 0             | 0             | 0             | 0                                  | 0                                  | 0                                  | 0                                  | 0                  | 0                  | 0                  | 0                  | 0        | 0      | 0           | 0          |
| A. Maglica             | 11       | 1      | 0           | 1          | 1             | 0             | 0             | 0             | 0                                  | 0                                  | 0                                  | 0                                  | 0                  | 0                  | 0                  | 0                  | 12       | 1      | 0           | 1          |
| C. Malele              | 18       | 4      | 4           | 0          | 2             | 1             | 0             | 0             | 0+8                                | 0                                  | 0+1                                | 0                                  | 0                  | 0                  | 0                  | 0                  | 28       | 5      | 5           | 0          |
| C. Manea               | 31       | 5      | 5           | 0          | 1             | 0             | 0             | 0             | 2+12                               | 0                                  | 0+1                                | 0                                  | 0                  | 0                  | 0                  | 0                  | 46       | 5      | 6           | 0          |
| Y. Matias              | 35       | 4      | 5           | 0          | 2             | 0             | 0             | 0             | 1+12                               | 0+2                                | 0+4                                | 0                                  | 1                  | 0                  | 0                  | 0                  | 51       | 6      | 9           | 0          |
| I. Mbaye               | -        | -      | -           | -          | -             | -             | -             | -             | -                                  | -                                  | -                                  | -                                  | -                  | -                  | -                  | -                  | -        | -      | -           | -          |
| K. Muhar               | 33       | 5      | 5           | 0          | 2             | 0             | 0             | 0             | 1+11                               | 0                                  | 0+4                                | 0+1                                | 1                  | 0                  | 0                  | 0                  | 48       | 5      | 9           | 1          |
| A. Păun                | 5        | 0      | 0           | 0          | 0             | 0             | 0             | 0             | 2+8                                | 0                                  | 0+3                                | 0                                  | 1                  | 1                  | 0                  | 0                  | 16       | 1      | 3           | 0          |
| A. Peteleu             | 8        | 0      | 1           | 0          | 2             | 0             | 1             | 0             | 0                                  | 0                                  | 0                                  | 0                                  | 0                  | 0                  | 0                  | 0                  | 10       | 0      | 2           | 0          |
| C. Petrila             | 39       | 3      | 5           | 0          | 3             | 0             | 0             | 0             | 2+13                               | 1+0                                | 0+1                                | 0                                  | 1                  | 0                  | 0                  | 0                  | 58       | 4      | 6           | 0          |
| M. Pinzariu            | 0        | 0      | 0           | 0          | 0             | 0             | 0             | 0             | 0                                  | 0                                  | 0                                  | 0                                  | 0                  | 0                  | 0                  | 0                  | 0        | 0      | 0           | 0          |
| Roger                  | 17       | 0      | 1           | 0          | 3             | 0             | 0             | 0             | 2+10                               | 0                                  | 0                                  | 0                                  | 1                  | 0                  | 0                  | 1                  | 33       | 0      | 1           | 1          |
| R. Sava                | 3        | -2     | 0           | 0          | 2             | -1            | 0             | 0             | 0                                  | 0                                  | 0                                  | 0                                  | 0                  | 0                  | 0                  | 0                  | 5        | -3     | 0           | 0          |
| S. Scuffet             | 35       | -37    | 2           | 0          | 2             | -3            | 0             | 0             | 0+12                               | 0+-6                               | 0+1                                | 0                                  | 0                  | 0                  | 0                  | 0                  | 49       | -46    | 3           | 0          |
| B. Țîru                | 6        | 0      | 1           | 0          | 2             | 0             | 0             | 0             | 0                                  | 0                                  | 0                                  | 0                                  | 0                  | 0                  | 0                  | 0                  | 8        | 0      | 1           | 0          |
| E. Yeboah              | 31       | 3      | 8           | 1          | 3             | 0             | 0             | 0             | 1+12                               | 0                                  | 0+4                                | 0                                  | 1                  | 0                  | 0                  | 0                  | 48       | 3      | 12          | 1          |